# Pierre Cartier
Pierre Émile Cartier (Sedán, Ardenas, 10 de junio de 1932-17 de agosto de 2024) fue un matemático francés. Asociado del grupo Bourbaki y en algún momento colega de Alexander Grothendieck, sus intereses abarcan la geometría algebraica, la teoría de la representación, la física matemática y la teoría de categorías.

## Biografía
Estudió en la École Normale Supérieure de París con Henri Cartan y André Weil. Desde su tesis de 1958 sobre geometría algebraica ha trabajado en varios campos. Es conocido por la introducción del operador Cartier en geometría algebraica en la característica p, y por su trabajo sobre la dualidad de variedades abelianas y sobre grupos formales. Es el epónimo de los divisores Cartier y de la dualidad Cartier.
De 1961 a 1971 fue profesor en la Universidad de Estrasburgo. En 1970 fue orador invitado en el Congreso Internacional de Matemáticos en Niza. Fue galardonado con el Premio Ampère de la Academia de Ciencias de Francia en 1978. En 2012 se convirtió en miembro de la American Mathematical Society.

## Publicaciones
- Cartier, Pierre; Foata, Dominique (14 de noviembre de 2006). Problèmes combinatoires de commutation et réarrangements. Springer. ISBN 9783540360940. (1st edition 1969)[6]
- Waldschmidt, Michel; Moussa, Pierre; Luck, Jean-Marc et al., eds. (9 de marzo de 2013). «An introduction to zeta functions by Pierre Cartier». From Number Theory to Physics. Springer. pp. 1-63. ISBN 9783662028384.  (1st edition 1992)
- «A primer of Hopf algebras». Report Number IHES-M-2006-40: 1-74. September 2006.
- Freedom in Mathematics, Springer India, 2016 (con Cédric Villani, Jean Dhombres, Gerhard Heinzmann), ISBN 978-81-322-2786-1.[7]
  - Translation from the French language edition: Mathématiques en liberté, La Ville Brûle, Montreuil 2012, ISBN 978-23-601-2026-0.
- Pierre Cartier: Alexander Grothendieck. A country known only by name. Notices AMS, vol. 62, 2015, no. 4, pp. 373–382, PDF.

### como editor
- Cartier, Pierre; Illusie, Luc; Katz, Nicholas M. et al., eds. (23 de octubre de 2007). The Grothendieck Festschrift, Volume III: A Collection of Articles Written in Honor of the 60th Birthday of Alexander Grothendieck. Springer. ISBN 9780817645762.  (1st edition 1990)
- Cartier, Pierre É.; Julia, Bernard; Moussa, Pierre et al., eds. (18 de julio de 2007). Frontiers in Number Theory, Physics, and Geometry II: On Conformal Field Theories, Discrete Groups and Renormalization. Springer. ISBN 9783540303084.